# Tulski Oruscheiny Sawod

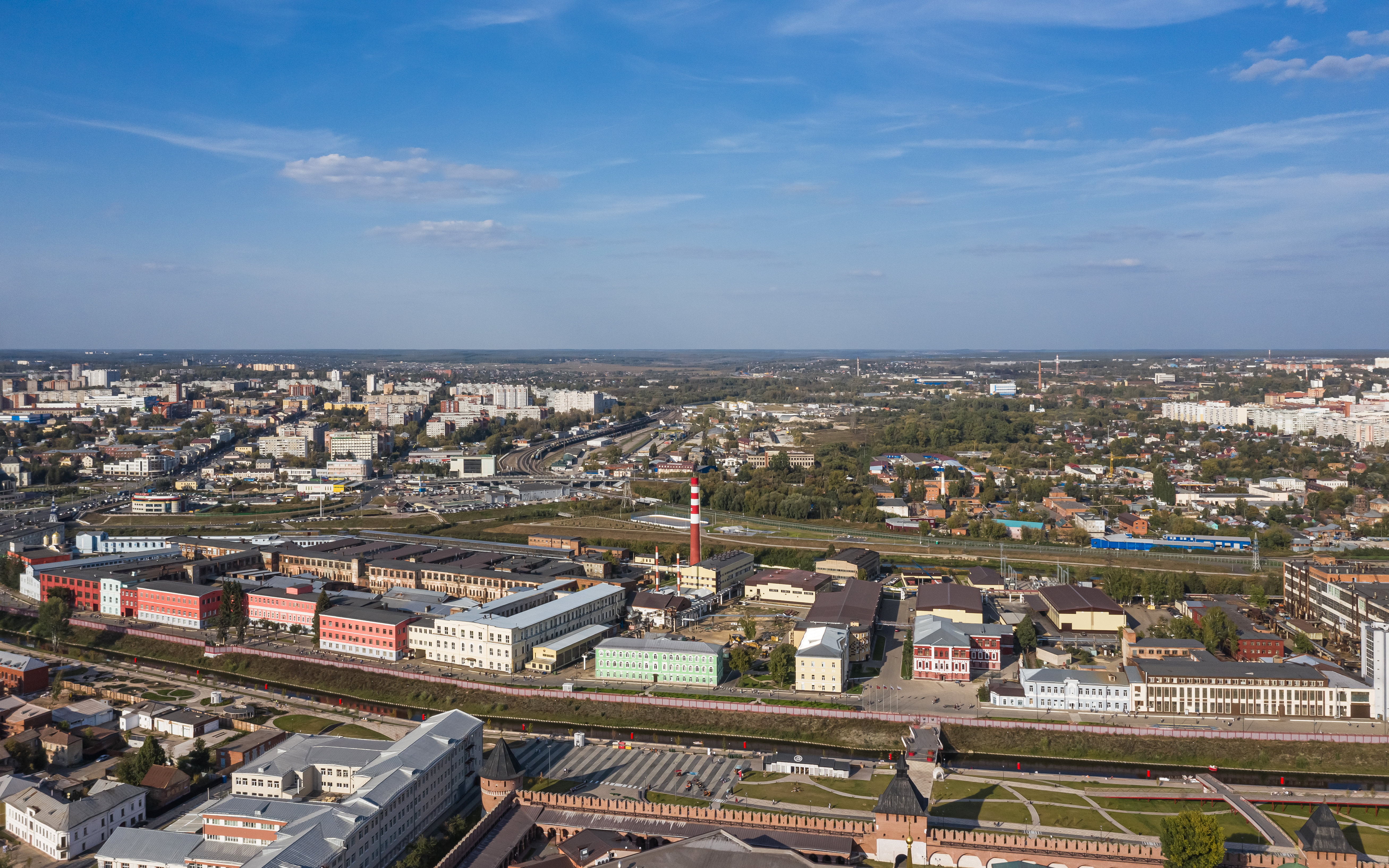
Luftbild des Gebäudekomplexes des Waffenwerks

Tulski Oruscheiny Sawod (Tulaer Waffenwerk, russisch Ту́льский оруже́йный заво́д, abgekürzt ТОЗ) ist ein Rüstungsbetrieb in der russischen Stadt Tula. Das 1712 gegründete Werk gehört zu den ältesten und renommiertesten Waffenherstellern Russlands.

## Geschichte
Im 17. Jahrhundert entwickelte sich in der vormaligen Festungsstadt Tula dank reichhaltiger Eisenerzvorkommen in der Umgebung das Metallhandwerk. Neben Landwirtschafts- und Haushaltsbedarf produzierten immer mehr Eisenschmiede auch Gewehre und verschiedene Blankwaffen. Einen guten Namen hatte sich dabei unter anderem Nikita Demidow gemacht, der gegen Ende des 17. Jahrhunderts Armeegewehre in größeren Mengen produzierte und sie zu sehr günstigen Preisen an die russische Armee lieferte. Dies kam Peter dem Großen in den Jahren des Großen Nordischen Krieges sehr gelegen. Da er um die gute Qualität der Tulaer Gewehre wusste, verfügte er am 15. Februar 1712 per Ukas, die Ressourcen der Tulaer Waffenmacher zu vereinigen und in Tula ein großes Waffenwerk zu bauen, das die russische Armee im Verteidigungsfall schnell und zuverlässig mit Waffen versorgen konnte. Der russische Staat förderte den Bau des Werks großzügig und ließ es mit für die damalige Zeit modernsten Anlagen ausstatten. Die Produktion im neuen Werk startete am 10. Januar 1714, und bereits wenige Jahre später wurden hier jährlich über 20.000 Gewehre produziert.
Den größten Ausstoß erreichte das Werk in den folgenden Jahrzehnten stets in den Kriegsjahren. Während der Russisch-Osmanischen Kriege, im Vaterländischen Krieg, später auch im Russisch-Japanischen und im Ersten Weltkrieg war das Tulaer Werk der wichtigste Lieferant der russischen Armee. Ende des 19. Jahrhunderts wurde die Produktionskapazität der Fabrik im Zuge eines großen Umbaus nochmals bedeutend gesteigert. Auch zu Sowjetzeiten behielt das Werk seine große Bedeutung und belieferte unter anderem auch die Verteidiger Tulas während der Schlachten um die Stadt im Zweiten Weltkrieg.
1927 wurde innerhalb des Waffenwerks das Konstruktionsbüro für Gerätebau (KBP) gegründet, das ursprünglich für die Entwicklung von Kleinwaffen zuständig war. 1935 als eigenständiges Unternehmen aus dem Waffenwerk ausgegliedert, gehört das KBP heute zu den wichtigsten Entwicklern von Panzerabwehrsystemen, Lenkwaffen und Raketensystemen, aber auch Sportwaffen.
In Friedenszeiten liegt der Schwerpunkt des Werks auf der Produktion von Waffen des zivilen Bedarfs, also unter anderem Jagd- und Sportwaffen.
Die Industrieanlagen des Tulaer Waffenwerks befinden sich bis heute mitten im Zentrum Tulas, am linken Upa-Ufer und nur wenige Gehminuten vom Tulaer Kreml entfernt. Auf dem Gelände des Kremls besteht zudem das 1920 gegründete Tulaer Waffenmuseum, das die Geschichte der russischen Rüstungsindustrie und Exponate aus verschiedenen Ländern und Zeitepochen präsentiert.
Zwischen 2009 und 2019 war das Unternehmen in die Strukturen der Rüstungsholding Wyssokototschnyje Kompleksy eingebunden, welche zur staatlichen Rostec-Gruppe gehört. Die Anteile von Wyssokototschnyje Kompleksy am Tulaer Waffenwerk wurden im Oktober 2019 an das Unternehmen ZK-USSP verkauft.

## Produktion
Zu den bekanntesten von der Tulaer Waffenfabrik in ihrer Geschichte produzierten Waffen gehören das Repetiergewehr Mosin-Nagant, die Makarow-Pistole, das PM 1910 (auf der Basis des Maxim-Maschinengewehrs), die Stetschkin APS, die Beresin UB, das Kalaschnikow-Sturmgewehr AKS-74U, der Granatwerfer GP-25 oder das Panzerabwehrsystem Konkurs-M.